# USS LST-1044
El ARA Cabo San Pio (Q-50) (en Estados Unidos USS LST 1044) fue un buque de desembarco de tanques construido en Estados Unidos que sirvió en Argentina entre mediados de los años cuarenta hasta fines de la década de 1980.

## Construcción y características
El buque fue construido por Dravo Corporation en Pensilvania, que inició la construcción el 25 de noviembre de 1944. La botadura fue el 3 de febrero de 1945 y la entrega a la Armada de Estados Unidos el 2 de marzo de 1945.

## Historia
El USS LST 1044 tuvo un breve período de servicio en Estados Unidos (1945-1947) pero estuvo en combate. Fue enviado al guerra del Pacífico integrando diferentes fuerzas de combate.
EE. UU. lo vendió a Argentina. La armada de este país bautizó a su nuevo barco como ARA BDT N.º 10 aunque en 1959 le cambiaría este nombre por ARA Cabo San Pio (Q-50). Finalmente, Argentina dio de baja al barco en 1981 y lo vendió a un particular para el desguace.